# Wola Gułowska

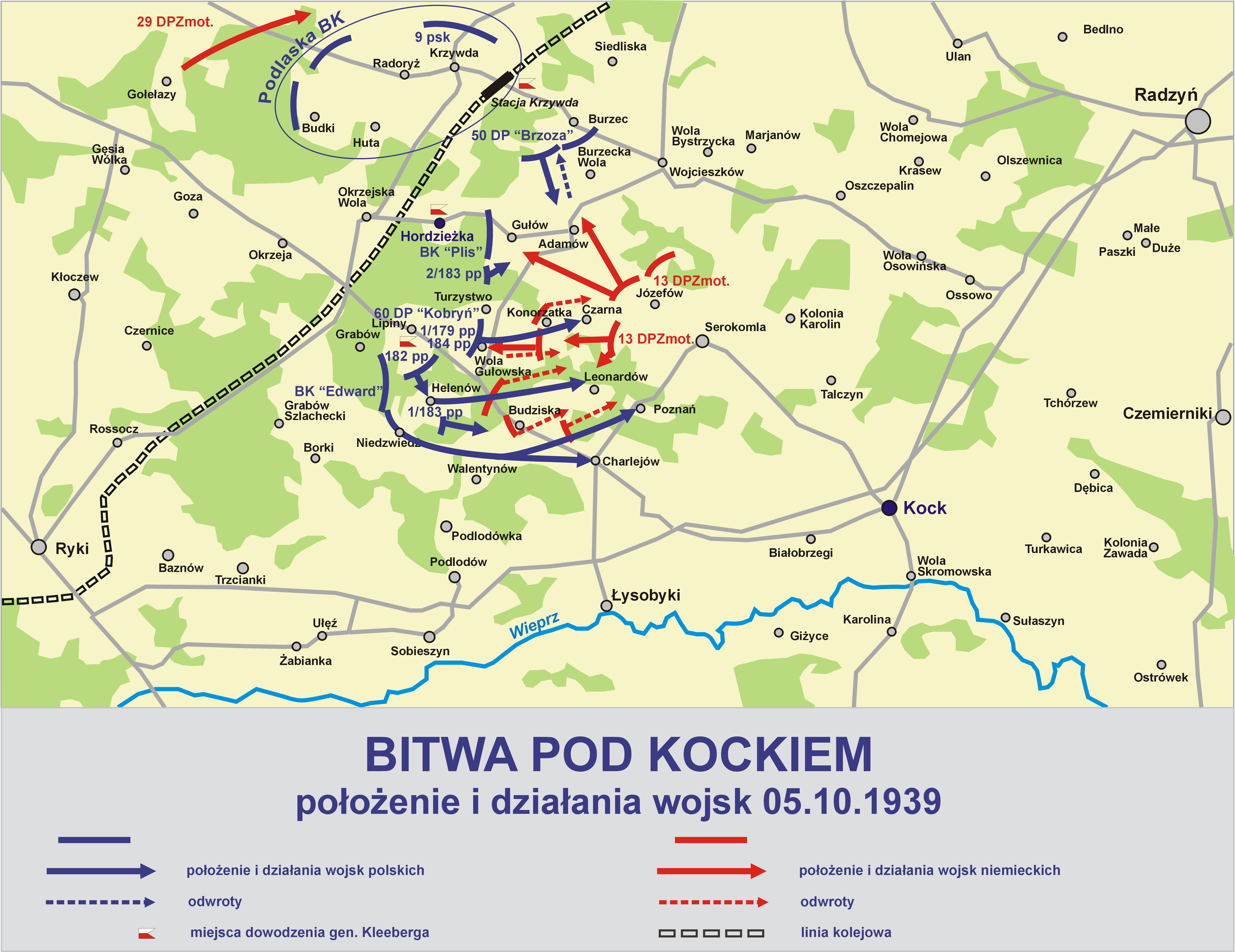
Plan bitwy pod Kockiem

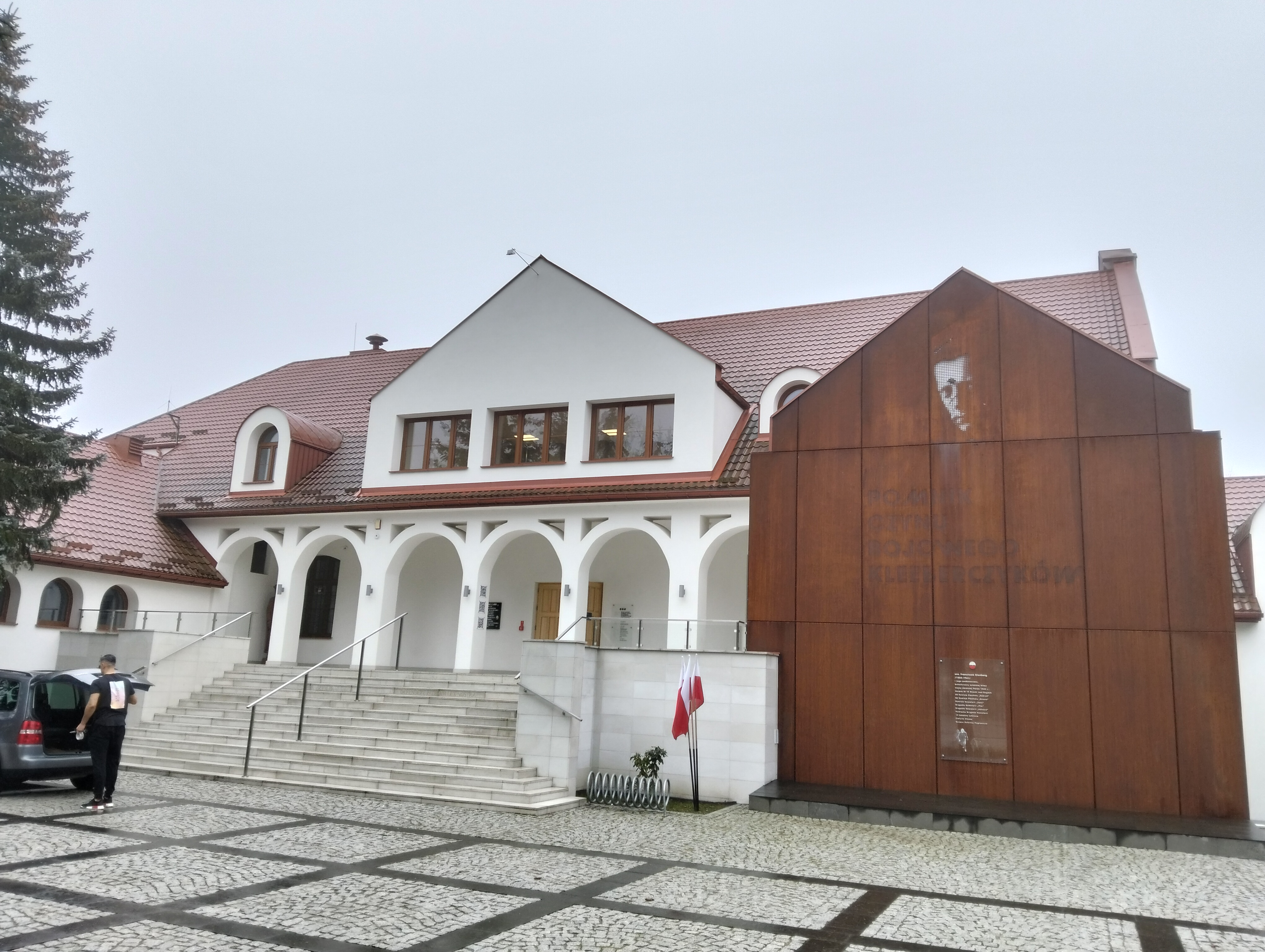
Budynek Muzeum Czynu Bojowego Kleeberczyków

Wola Gułowska – wieś w Polsce w województwie lubelskim, w powiecie łukowskim, w gminie Adamów. Leży 28 km w kierunku pd.-pd.-zach. od Łukowa i 18 km w kierunku zach.-pn.-zach. od Kocka. W latach 1975–1998 miejscowość administracyjnie należała do województwa siedleckiego.
| SIMC    | Nazwa     | Rodzaj  |
| ------- | --------- | ------- |
| 0668169 | Księżyzna | kolonia |

We wsi ma siedzibę rzymskokatolicka parafia  Nawiedzenia Najświętszej Maryi Panny oraz Muzeum Czynu Bojowego Kleeberczyków. 
Wieś stanowi sołectwo w gminie Adamów. Według Narodowego Spisu Powszechnego z roku 2011 wieś liczyła 328 mieszkańców.

## Położenie
Wola Gułowska położona jest nad rzeką Czarną, małym dopływem Tyśmienicy. Znajduje się na skraju Wysoczyzny Żelechowskiej, blisko Równiny Łukowskiej. W rzeźbie terenu zaznacza się dolina Czarnej. Nad małą miejscowością dominuje kościół z klasztorem karmelitów.

## Historia
Najstarsze wzmianki dotyczące Woli Gułowskiej pochodzą z lat 1508 i 1545. Wieś szlachecka położona była w drugiej połowie XVI wieku w ziemi stężyckiej. W 1633 r. Ludwik Krasiński, dziedzic tutejszych dóbr, ufundował klasztor karmelitów oraz nowy kościół w miejsce starej, drewnianej kaplicy. 
Od 3 do 5 października 1939 w rejonie Woli Gułowskiej i Helenowa żołnierze SGO Polesie toczyli zacięte walki stanowiące ostatni etap bitwy pod Kockiem. 
Według pierwszego powszechnego spisu ludności  z 30 września 1921 r. we wsi znajdowało się 61 budynków mieszkalnych, a liczba ludności wynosiła 467 osób. 
Od roku 2013 przez wieś przebiega kilka rowerowych szlaków turystycznych stanowiących część sieci szlaków pn. Szlak Ziemi Łukowskiej.

## Zabytki
Według rejestru zabytków Narodowego Instytutu Dziedzictwa na listę zabytków wpisane są obiekty:
- zespół klasztorny karmelitów trzewiczkowych, 2 poł. XVII-XIX, nr rej.: A/578 z 17.02.1972:
  - barokowy kościół pw. Nawiedzenia Najświętszej Marii Panny, zbudowany w latach 1659-1780, konsekrowany w 1782 r. Znajduje się tu cudami słynący obraz Najświętszej Maryi Panny, koronowany w 1982 r. przez kard. Józefa Glempa koronami papieskimi. Po koronacji kościół zyskał miano Sanktuarium Matki Bożej Patronki Żołnierzy Września oraz Unitów Podlaskich[12][13]. W ołtarzu bocznym świątyni znajduje się też kopia obrazu Madonny z Białynic[14].
  - klasztor, skasowany przez władze carskie w 1864 r., odzyskany przez zakonników w 1924 r[15]
  - dzwonnica
  - kostnica
  - cmentarz przykościelny
  - ogrodzenie z bramą

W Woli Gułowskiej znajduje się także Muzeum Czynu Bojowego Kleeberczyków, założone w 1989 r. 